# Кроче Нера (Асколи Пичено)
Кроче Нера (итал. Croce Nera) насеље је у Италији у округу Асколи Пичено, региону Марке.
Према процени из 2011. у насељу је живело 26 становника. Насеље се налази на надморској висини од 410 м.